# Castanet (Tarn-et-Garonne)
Castanet is een gemeente in het Franse departement Tarn-et-Garonne (regio Occitanie) en telt 238 inwoners (2005). De plaats maakt deel uit van het arrondissement Montauban.

## Geografie
De oppervlakte van Castanet bedraagt 21,8 km², de bevolkingsdichtheid is 10,9 inwoners per km².
De onderstaande kaart toont de ligging van Castanet (Tarn-et-Garonne) met de belangrijkste infrastructuur en aangrenzende gemeenten.

## Demografie
Onderstaande figuur toont het verloop van het inwonertal (bron: INSEE-tellingen).